# Krakowiacy i Górale
Cud mniemany, czyli Krakowiacy i Górale – wodewil z muzyką Jana Stefaniego do libretta Wojciecha Bogusławskiego, wystawiony w niedzielę 1 marca 1794 roku w Teatrze Narodowym w Warszawie. Uważany za pierwszą operę narodową (określenie Leona Schillera) Dzięki Schillerowi (i jego aranżacji) opera (wodewil?) powróciła na stałe do repertuaru polskiej opery narodowej.
30 listopada 1946 odbyła się premiera "Schillerowska" Krakowiaków i Górali, w której wystąpił na scenie m.in. Kazimierz Dejmek.
Miejscem akcji są zachowane do dziś młyn i karczma obok klasztoru oo. cystersów w Mogile. W czasach gdy W. Bogusławski uczył się w Szkołach Nowodworskich, w podkrakowskiej wówczas Mogile, dwa razy do roku odbywał się odpust, na który licznie przybywali zarówno mieszkańcy okolic Krakowa, jak i górale. Miejsce to mógł znać W. Bogusławski także dlatego, że Mogiła leżała na drodze do Kościelnik, gdzie w tym czasie mieszkali jego krewni ze strony matki, Linowscy. Obecnie obie te miejscowości znajdują się na terenie Nowej Huty, gdzie o W. Bogusławskim i jego wodewilu przypomina pomnik przy ul. W. Sieroszewskiego, Teatr Ludowy im. W. Bogusławskiego, osiedla Krakowiaków i Górali oraz ul. Bardosa.
Premiera opery odbyła się na cztery tygodnie przed przysięgą Kościuszki. Zebrała elity Polski przed trzecim rozbiorem – oficerów rosyjskich, polskich, szlachtę i bogatych mieszczan, a także magnatów i innych możnych. Dekoracje przygotował Antoni Smuglewicz. Oprócz znanych śpiewaków Teatru Narodowego w operze śpiewał sam Wojciech Bogusławski.
Libretto do opery opiera się na typowych założeniach opery późnoklasycystycznej (jak w Czarodziejskim flecie Mozarta, Szarlatanie Kurpińskiego). Wodewil zaginął i został odnaleziony dopiero w 1929 roku przez Leona Schillera. Ten nazwał go „polską operą narodową”. Biorąc pod uwagę napiętą sytuację polityczną przed trzecim rozbiorem Polski, tekst jawi się współczesnym znawcom teatru jako mistrzostwo aluzji. W libretcie pojawiają się moralitety, które skrywają typowe elementy niepodległościowe. Na przykład Wawrzyniec w partii mówionej powiada:
„Zyjcie swobodnie, – mnózcie się płodnie,

Obyście wase widzieli prawnuki,

Obyście od dzisiejsej psewrotnej nauki

Dalecy – poćciwe mogli wydać plemię.

Uprawiajcie w pocie coła wasą ziemię,

Ona jest matką wasą, ona was wyzywi;

Nie bądźcie z nikim fałsywi,

Kochajcie zawse bliźniego,

Nie odpychajcie od dzwi ubogiego.

Podzielcie się chudobą s potsebnym sąsiadem,

I zyjcie dobrych ludzi psykładem,

A Bóg widząc Was godnych udzieli Wam dni swobodnych”
W partiach chóralnych występują słowa „Wolność” i „Całość”. Pojawia się topos „słowiańskiej gościnności” i szlacheckiego „umiłowania poprzestawania na małym” (szczególnie w moralitetowej arii „Nie ci nam dają, którzy są bogaci”).
Sprawa cudu zaczerpnięta została prawdopodobnie ze sztuki Der Bettelstudent, oder das Donnerwetter Paula Weidmanna. Wreszcie wątki miłosne przypominają Don Giovanniego Mozarta.
Wodewil otwiera uwertura. Partie muzyczne, szczególnie z drugiego aktu, bardzo przypominają rozwiązania muzyczne Mozarta i Antonio Salieriego. Innowacją jest oczywiście muzyka ludowa tworząca nowy wymiar opery klasycystycznej przed romantyzmem. Aria Doroty – Rzadko to bywa na świecie – jest polonezem. Potem pojawia się słynny krakowiak Oj da da da, tańcujmy wesoło, przenoszący typowo ludową wersję krakowiaka do klasycystycznego dzieła operowego. Następnie słynna śpiewka Raz na pniu między drzewami to element czysto sentymentalny. Podobna śpiewka przypominać może Là ci darem la mano albo partie z Bastiena i Bastienne.
Basia
„Ras na pniu między dębami

Siedziały w paze turkawki,

Nie wiem, dla jakiej zabawki,

Tsepotały sią sksydłami.

Patsąc na to ich rusanie,

Taka mnie lubość psejena,

Zem słodko Stasia ścisnena.

I stąd wsceno się kochanie.”
W pierwszym akcie pojawia się też polka i mazurek góralski. Akt drugi zawiera partie silnie nawiązujące do muzyki Mozarta, opery komicznej i opery buffa Cimarosy. Kompozytor rozwija jednak własny styl, oparty między innymi na konceptualnym traktowaniu partii muzycznych. Aria Basi „Jestem dobra jak baranek” podzielona jest na część „dobrą”, łagodną, typowo mozartowską, i część żywą, „złą”, szybką.
Syntetyczność i chłonność tego wodewilu określa jego wysoki poziom. Kompozytor łączy muzyczny styl klasyczny z polską muzyką ludową, wprowadza uderzające zróżnicowanie tańców narodowych (polonez, krakowiak, czeska polka, mazur góralski i marsz), rozwija polski styl rozwiązań muzycznych, później obecnych jeszcze nawet w utworach Chopina i Moniuszki. Chłonność libretta, aluzyjność, komediowe wątki miłosne, komediowy wręcz wątek walki Krakowiaków z Góralami ukazują strukturę społeczeństwa przed trzecim rozbiorem, kiedy opera pełniła bez wątpienia ważne funkcje propagandowe i kulturalne.
Do tego samego libretta, zaadaptowanego przez Jana Kamińskiego, muzykę napisał Karol Kurpiński, zmieniając nazwę na Zabobon, czyli Krakowiacy i Górale (też: Nowe Krakowiaki).